# Вулиця Деповська (Тернопіль)
Вулиця Деповська — вулиця в житловому масиві «Східний» міста Тернополя.

## Відомості
Розпочинається від вулиці Татарської, пролягає на південь, де продовжується вулицею Антона Манастирського. На вулиці розташовані приватні будинки.